# 馬拉特·塔任
馬拉特·塔任（羅馬化：Marat Mūhanbetqazyūly Täjin，1960年4月8日—）是哈薩克政治家。2007年至2009年，他擔任哈薩克政府外交部長。此前，他曾擔任國家安全委員會秘書。2009年9月，他被任命為努爾蘇丹·納扎爾巴耶夫總統的顧問和哈薩克安全委員會秘書。塔任於2017年1月被任命為哈薩克總統辦公廳第一副主任。

## 教育和早期生涯
他畢業於阿拉木圖國民經濟學院，並在哈薩克國立大學繼續深造，最終成為那裡的高級講師。從1987年到1988年，他在英國倫敦實習。從1991年到1992年，他在阿拉木圖的阿爾-法拉比哈薩克國立大學擔任科系主任。

## 政治生涯
塔任於2001年5月開始擔任哈萨克斯坦国家安全委员会主席，接替阿爾努爾·穆薩耶夫。此後不久，此位在2001年12月由Nartai Dutbayev繼任。
2007年1月10日，在政府改組期間，塔任接替卡瑟姆若馬爾特·托卡耶夫擔任外交部長。
塔任協助了納扎爾巴耶夫總統撰寫了幾本書。
塔任於2006年2月7日在阿斯塔納會見了美國參議員理查德·盧加爾，討論了生物武器不擴散措施以及與美國科學家的合作。
2013年1月，塔任被解除總統助理和安全理事會秘書的職務，並被任命哈薩克斯坦哈薩克國務部長，接替即將卸任的穆赫塔爾·庫爾穆罕默德。
2014年2月，塔任被任命為哈薩克駐俄羅斯聯邦特命全權大使。
2017年1月，塔任被任命為哈薩克總統辦公廳第一副主任。